# Dimitrios Thanopoulos
Dimitrios Thanopoulos (* 2. srpna 1959) je bývalý řecký zápasník, reprezentant v zápase řecko-římském. V roce 1984 na olympijských hrách v Los Angeles v kategorii do 82 kg vybojoval stříbrnou medaili. V roce 1987 obsadil čtrnácté a v roce 1991 patnácté místo na mistrovství světa. V roce 1984 vybojoval sedmé místo na mistrovství Evropy.